# Aksjomaty Armstronga
Aksjomaty Armstronga to zbiór aksjomatów używanych do modelowania zależności funkcyjnych w relacyjnych bazach danych. Ich autorem jest William W. Armstrong.

## Aksjomaty
Niech {\displaystyle R(U)} będzie schematem relacji opisanym na zbiorze atrybutów {\displaystyle U.} Symbole {\displaystyle X,} {\displaystyle Y,} {\displaystyle Z} niech oznaczają dowolne podzbiory {\displaystyle U.} Niech zapis {\displaystyle XY} oznacza sumę zbiorów atrybutów {\displaystyle X} i {\displaystyle Y,} według standardowej notacji używanej w teorii baz danych.

### Aksjomat zwrotności
{\displaystyle Y\subseteq X\Rightarrow X\to Y}

### Aksjomat powiększenia
{\displaystyle X\to Y\Rightarrow XZ\to YZ}

### Aksjomat przechodniości
{\displaystyle X\to Y\land Y\to Z\Rightarrow X\to Z}

## Reguły
Z powyższych aksjomatów można wyprowadzić następujące reguły:

### Suma
{\displaystyle X\to Y\land X\to Z\Rightarrow X\to YZ}

### Rozkład
{\displaystyle X\to YZ\Rightarrow X\to Y\land X\to Z}

### Pseudoprzechodniość
{\displaystyle X\to Y\land YZ\to W\Rightarrow XZ\to W}